# Toropowo (rejon kiczmiengsko-gorodiecki)
Toropowo (ros. Торопово) – wieś w Rosji, w rejonie kiczmiengsko-gorodieckim obwodu wołogodzkiego. W 2010 r. liczyła 207 mieszkańców.